# Elektroantrieb (Fahrrad)
Unter Elektroantrieb eines Fahrrades werden die wesentlichen Bauteile Elektromotor, Antriebsbatterie (Akku) und Steuereinheit sowie ihr Zusammenwirken verstanden. In Europa und Japan wird der Elektroantrieb am häufigsten im sogenannten Pedelec verwendet, wobei er den Radfahrer beim Pedalieren lediglich unterstützt und das Fahrrad nicht vollständig selbst antreibt.

## Allgemeines
Der Elektroantrieb ist bei allen Typen von Elektrofahrrädern bzw. elektrischen Motorfahrrädern im Grundprinzip ähnlich. Unterschiedlich ist die Steuerungstechnik als Folge der unterschiedlichen Ankoppelung der Muskelkraft und der verkehrsrechtlichen Behandlung der verschiedenen Varianten der Fahrräder mit Hilfsmotor. Am einfachsten sind bloße Schalter (selten) bzw. Tasten oder Drehgriffe mit einer stufenlosen Verstellbarkeit der Leistung. Ohne weitere Steuerung hängt die gefahrene Geschwindigkeit neben der Stellung des Drehgriffs von den Fahrwiderständen inklusive Steigung ab, von der Untersetzung inklusive allfälliger Gangwahl und von den abgegebenen Leistungen von Motor und Mensch.

### Gesetzlicher Rahmen
Meistens gelten gesetzliche Beschränkungen der Motorleistung und der gefahrenen Geschwindigkeit unter Motor, welche je nach Ausmaß und Land unterschiedliche Erleichterungen bei der gesetzlichen Zulassung zur Folge haben. In vielen Ländern ist der Betrieb des Typs Pedelec wie bei einem Fahrrad ohne Antrieb ohne Zulassung möglich, wenn der Elektroantrieb nur wirkt, wenn pedaliert wird und ab einer bestimmten Fahrgeschwindigkeit (meistens 25 km/h) sowie beim Bremsen aussetzt. Das Treten der Pedale und die Fahrgeschwindigkeit sind mittels Sensoren zu erfassen. Außerdem ist die Leistung des Motors reglementiert, je nach Land auf höchstens 250–500 W. Je nach Land sind höhere Geschwindigkeiten und Motorleistungen möglich unter strengeren Zulassungsanforderungen wie Führerschein, Versicherung und Helmpflicht.

### Leistungsmerkmale von Elektroantrieben
Wichtige Leistungsmerkmale beim jeweiligen E-Bike-Elektroantrieb sind
- eine maximale Nenndauerleistung  in Watt (W). Dieser wird vom Hersteller i. d. R. als Durchschnitt einer 30-minütigen Messung ermittelt.
- das kurzfristige maximale Leistungsvermögen, ebenfalls gemessen in Watt (W), und
- das jeweils technisch zur Verfügung stehende höchste maximale Verhältnis zwischen Fahrerleistung und Motorleistung (Drehmoment), gemessen in Newtonmeter (Nm), was auch als Unterstützungsverhältnis[1][2] bezeichnet wird. Anfang des Jahres 2025 boten die verbreitetsten E-Bike-Elektromotoren[3] maximale Unterstützungsverhältnisse zwischen 250 % und 400 %.

## Antriebskonzepte
Am weitesten verbreitet sind Pedelecs mit Mittelmotoren, gefolgt von Pedelecs mit Nabenmotoren, die direkt gesteuerte Antriebe und je nach Land unterschiedlich sind. Nabenmotoren werden als Heck- und als Vorderrad-/Frontmotoren verwendet, wobei dabei Konzepte, bei denen die Kraftübertragung auf das Hinterrad realisiert wird, häufiger sind und dementsprechend ist das Konzept des Zweirads mit Frontantrieb weniger verbreitet. Andere Konzepte (Reibrolle, in die Kette oder die Tretkurbel eingreifendes Ritzel etc.) sind selten. Prinzipiell und vollständig aufgezählt gibt es folgende Möglichkeiten:

### Ansatzpunkte des Elektroantriebs
Ansatzpunkte des Elektroantriebs sind
- auf die Fahrradkette
  - über in die Kette eingreifendes Ritzel: Mittelmotor (häufig).
- im Laufrad
  - Nabenmotor, sowohl hinten als auch vorn (häufig)
- Am Laufrad (meistens hinten)
  - über Reibrolle auf den Fahrradreifen, sowohl hinten als auch vorn (selten)
  - über ein Paar kleinerer Motoren mit Reibrolle auf die Bremsflanke der Felge (Velospeeder)
  - über separaten Ketten- oder Zahnriementrieb an der linken Hinterradseite (selten)[4]
  - über separaten Ketten- oder Zahnriementrieb auf hinteres Kettenritzel (selten)[5]
- Auf die Tretkurbelwelle
  - Tretkurbelwelle mit Motor/Getriebe in gemeinsamen Gehäuse an abweichend konstruiertem Fahrradrahmen (häufig)[6]
  - Motor vor/unter Tretkurbellager[7]
  - Motor/Getriebe auf Tretkurbelwelle seitlich des Tretlagergegäuses[8][9]
  - über ein Kegelradgetriebe (Sattelrohrantrieb, selten)
- Motor (und Akku) auf einem Anhänger (Schubanhänger, selten)

Es existieren daneben noch Elektroantriebe, die auf jegliche mechanische Verbindung zwischen Tretkurbel und Rädern verzichten.

### Antrieb mit Nabenmotor

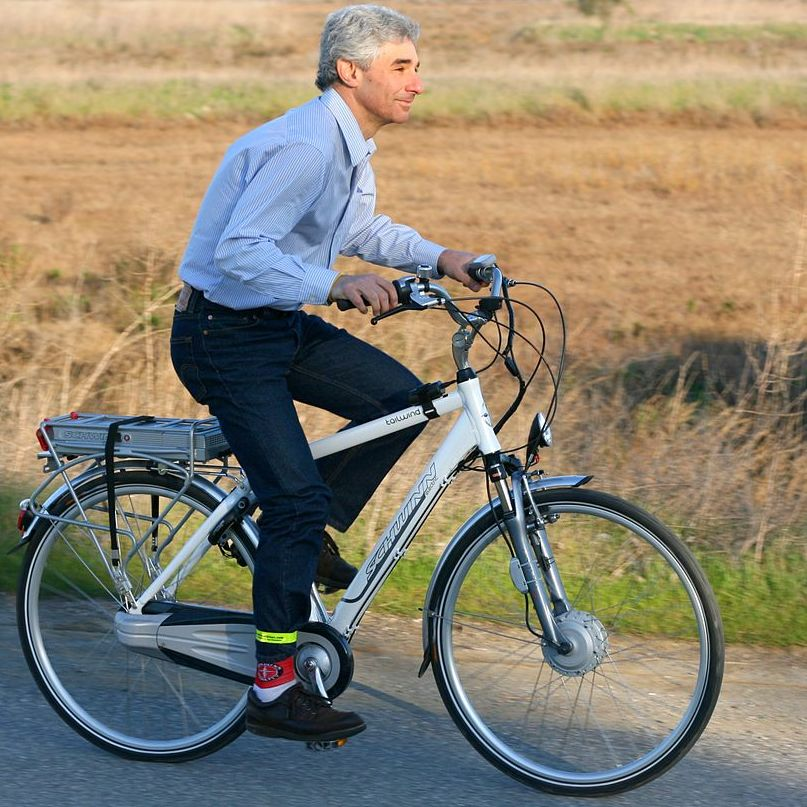
Vorderrad-Nabenmotor mit integriertem Getriebe

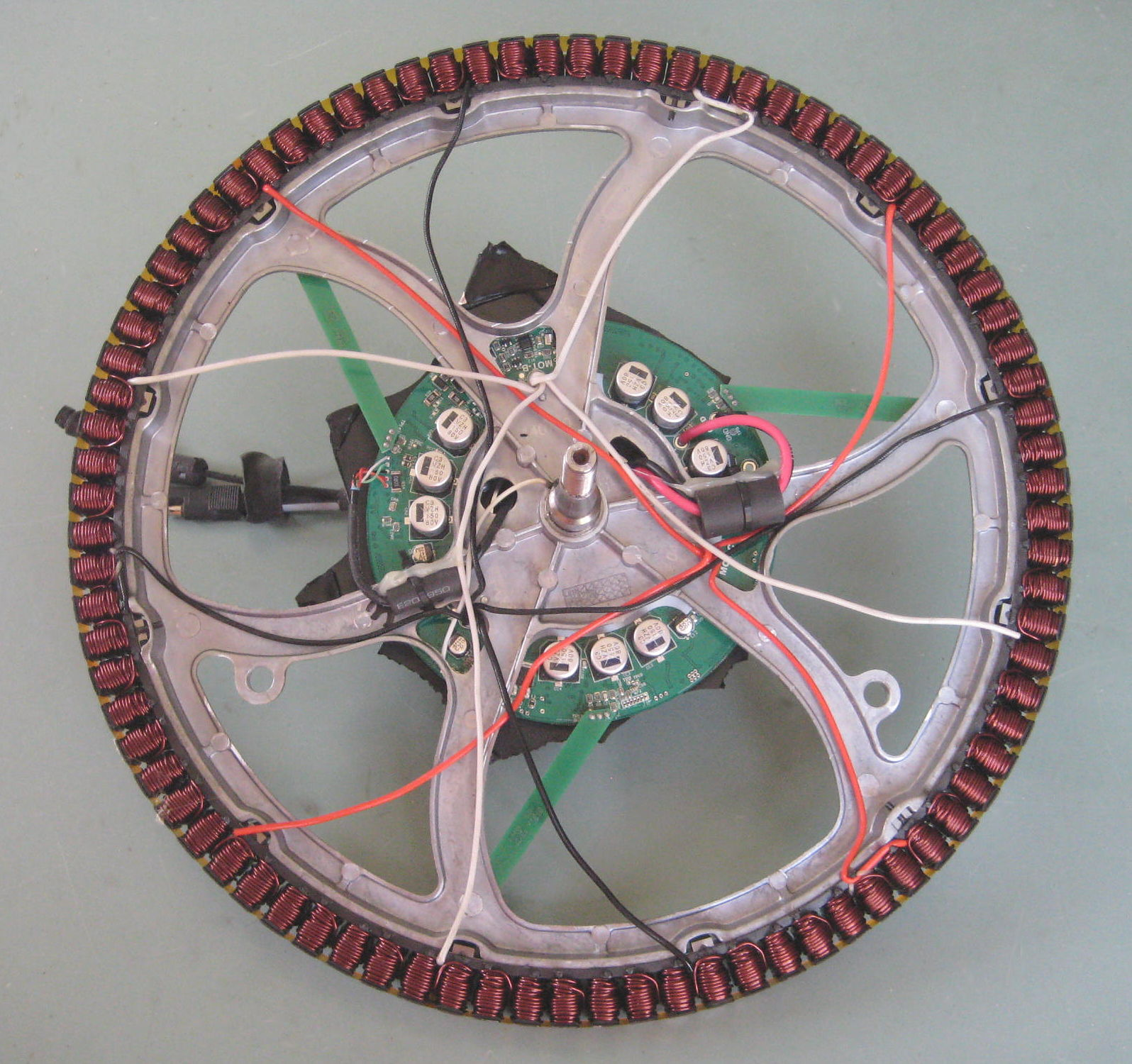
Stator eines getriebelosen Rad-Nabenmotors mit 84 Wicklungsnuten und ca. 0,34 m Durchmesser

Nabenmotoren werden als Heck- und als Vorderrad-/Frontmotoren verwendet. Ein getriebeloser, direkt wirkender Fahrrad-Nabenmotor (z. B. BionX) muss einen relativ großen Durchmesser aufweisen, um die benötigte höhere Anzahl von Polpaaren und Wicklungsnuten unterzubringen und dadurch das benötigte Drehmoment aufzubringen. Wegen der permanenten Verbindung zum Rad kann der Motor auch zum Bremsen verwendet werden, was neben einem kleinen Anteil Nutzbremsung auch die normalen mechanischen Bremsen schont.
Beim Nabenmotor mit eingebautem (Umlaufräder-)Getriebe zur Übersetzung ins Langsame läuft der Rotor entsprechend schneller, er kann dadurch kleiner sein. Wegen seines geringeren Gewichts und Massenträgheitsmoments wird dieser beim Vorderradantrieb bevorzugt. Die Lenkung wird weniger beeinflusst, weil auch die Kreiselmomente kleiner sind.
Der Motor arbeitet i. d. R. über einen Freilauf auf die Nabe, damit Rotor und ggf. das Getriebe bei reinem Pedalbetrieb nicht mit durchgedreht werden müssen. Fehlt der Freilauf für den Motor, machen sich nach dem Abschalten des Motors die aufgebauten Magnetfelder noch ca. 500–1000 Meter bremsend bemerkbar, ebenso die Schleppwiderstände eines Getriebes. Ein Nabenmotor benötigt immer eine Drehmomentstütze, um die Gegenkraft des erzeugten Antriebsmomentes gegenüber dem Rahmen oder der Vorderradgabel abzustützen; die übliche Achsklemmung reicht hierzu nicht aus.
Ein Nabenmotor im Hinterrad hat eine bessere Traktion, da auf das Hinterrad mehr Gewicht verteilt ist. Im Regelfall kann eine Nabenschaltung nicht mit einem Hinterrad-Nabenmotor kombiniert werden. Ein Motor im Vorderrad bewirkt durch die hohen Kräfte von Antrieb, Lenken und Bremsen bei geringerer Auflagekraft eine erhöhte Rutsch- und Sturzgefahr.
Ein wesentlicher Nachteil des Nabenmotors im Vergleich mit dem Mittelmotor, der über Kette und Gangschaltung das Laufrad antreibt, ist das starre Verhältnis zwischen seiner Umdrehungszahl und der Raddrehzahl. Es gibt keine variable mechanische Anpassung an die optimale Motordrehzahl. Bei kleiner Fahrgeschwindigkeit (z. B. an Steigungen) und somit niedriger Motordrehzahl und gleichzeitig hohem Drehmoment ist der Wirkungsgrad geringer und der dadurch erhöhte Motorstrom vergrößert die Erwärmung. Weil teilweise mit schlechterem Wirkungsgrad gefahren werden muss, ist die Reichweite bei gleicher Akkukapazität bei bestimmten Fahrprofilen kleiner als bei einem Mittelmotor mit nachgelagerter mechanischer Schaltung. In der Regel ist die Steigfähigkeit von Fahrrädern mit Mittelmotor deswegen auch besser als von solchen mit Radnabenantrieben, was insbesondere bei Elektro-Mountainbikes (EMTB, eMTB oder e-MTB) und Lastenfahrrädern von Belang ist.

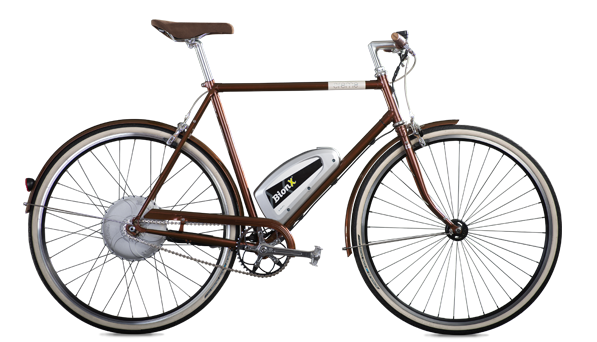
Pedelec mit getriebelosem Hinterrad-Nabenmotor von BionX

Ein Nabenmotor macht das nachträgliche Umrüsten auf diesen Zusatzantrieb relativ einfach, da keine oder nur geringfügige Umbauten an Rahmen und Gabel erforderlich sind. Die Stromzufuhr erfolgt von der Seite durch die hohlgebohrte Achse hindurch. Außer dem Einbau eines neuen Laufrades mit Motor kommt auch der alleinige Austausch der Nabe durch Einspeichen in das bisherige Laufrad unter Verwendung nun kürzerer Speichen infrage.
Die Drehmomente der Motoren liegen bei diesem Antrieb bis 50 Nm und sogar mehr, wobei der Wert ohne weitere Qualifikation nicht viel aussagt.

### Heckmotor – Antrieb auf das Laufrad
Bereits 1982 wurde von Heidemann in Einbeck ein Nachrüstbausatz mit einem auf den Reifen wirkenden Radrollenmotor vorgestellt. Dieses schon früher beim Vélosolex – ein herkömmliches Mofa mit Verbrennungsmotor – benutzte Antriebsprinzip findet aktuell beim Elektrofahrrad in Nachrüstsätzen der GP-Motion GmbH sowie der go-e GmbH am Hinterrad Verwendung.
Die beiden nur etwa wie ein Seitenläuferdynamo großen, paarweise angebrachten Motoren des Velospeeders wirken mit ihren Antriebsrollen auf die Bremsflanken der Hinterradfelge. Der dazu notwendige Anpressdruck wird über die übertragende Kraft durch einen selbstverstärkenden Keil-Effekt durch die Positionierung der Schwenkachsen der Motoren erreicht.
Beim etwa 1990 von Michael Kutter entwickelten Dolphin wurden die Drehzahlen von Pedal- und Motorantrieb im Umlaufrädergetriebe in der Nabe summiert. Die Fertigung wurde 2014 eingestellt.

### Mittelmotoren – Antrieb auf die Fahrradkette oder die Tretkurbelwelle
Mittelmotor-Antriebe sind im Jahr 2025 mittlerweile die am weitesten verbreiteten Antriebe. Dabei sind die Fahrradrahmen jeweils speziell daran angepasst.

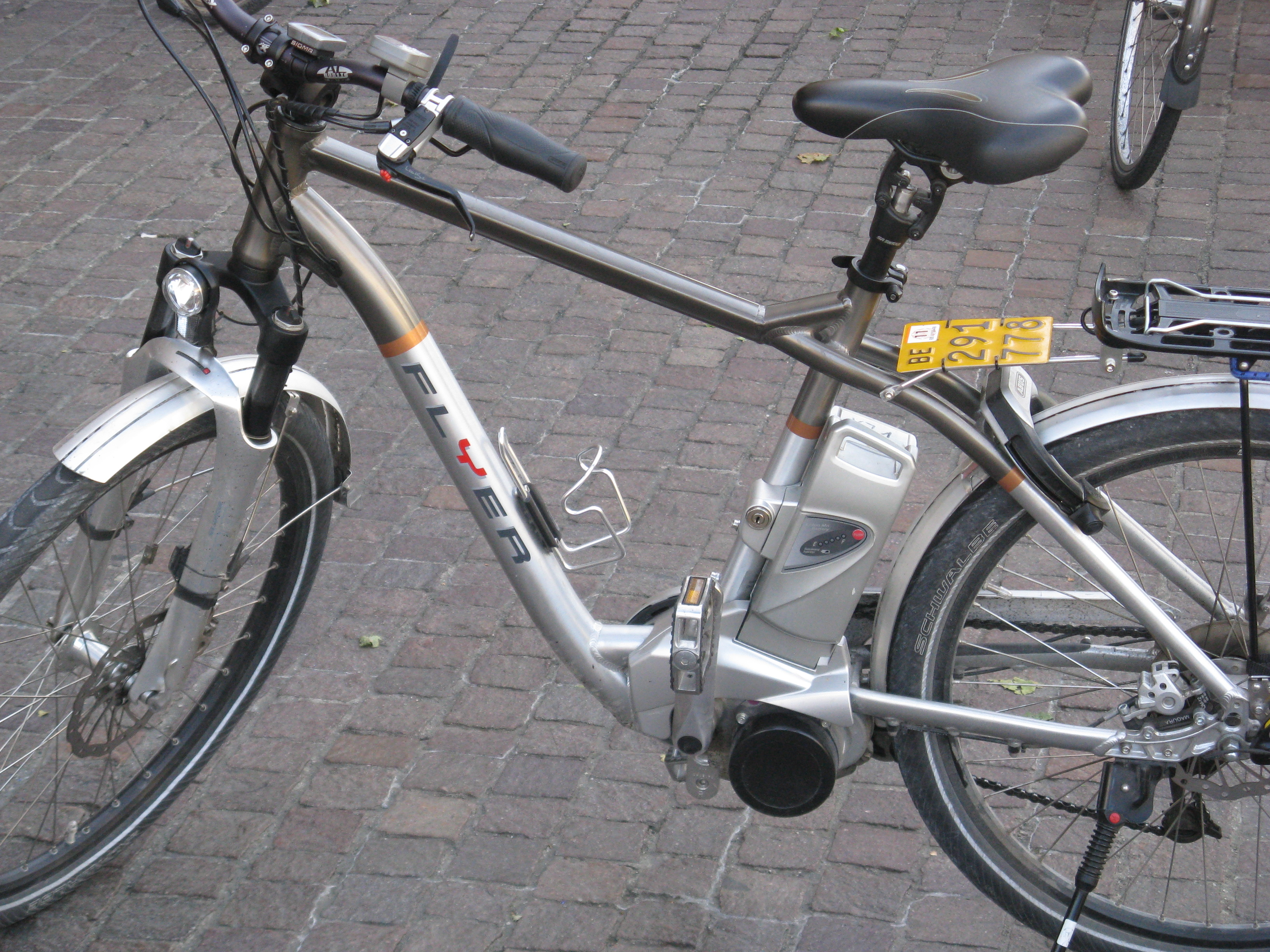
Pedelec Flyer, Mittelmotor von Panasonic, Fahrradrahmen an Motorgehäuse angepasst

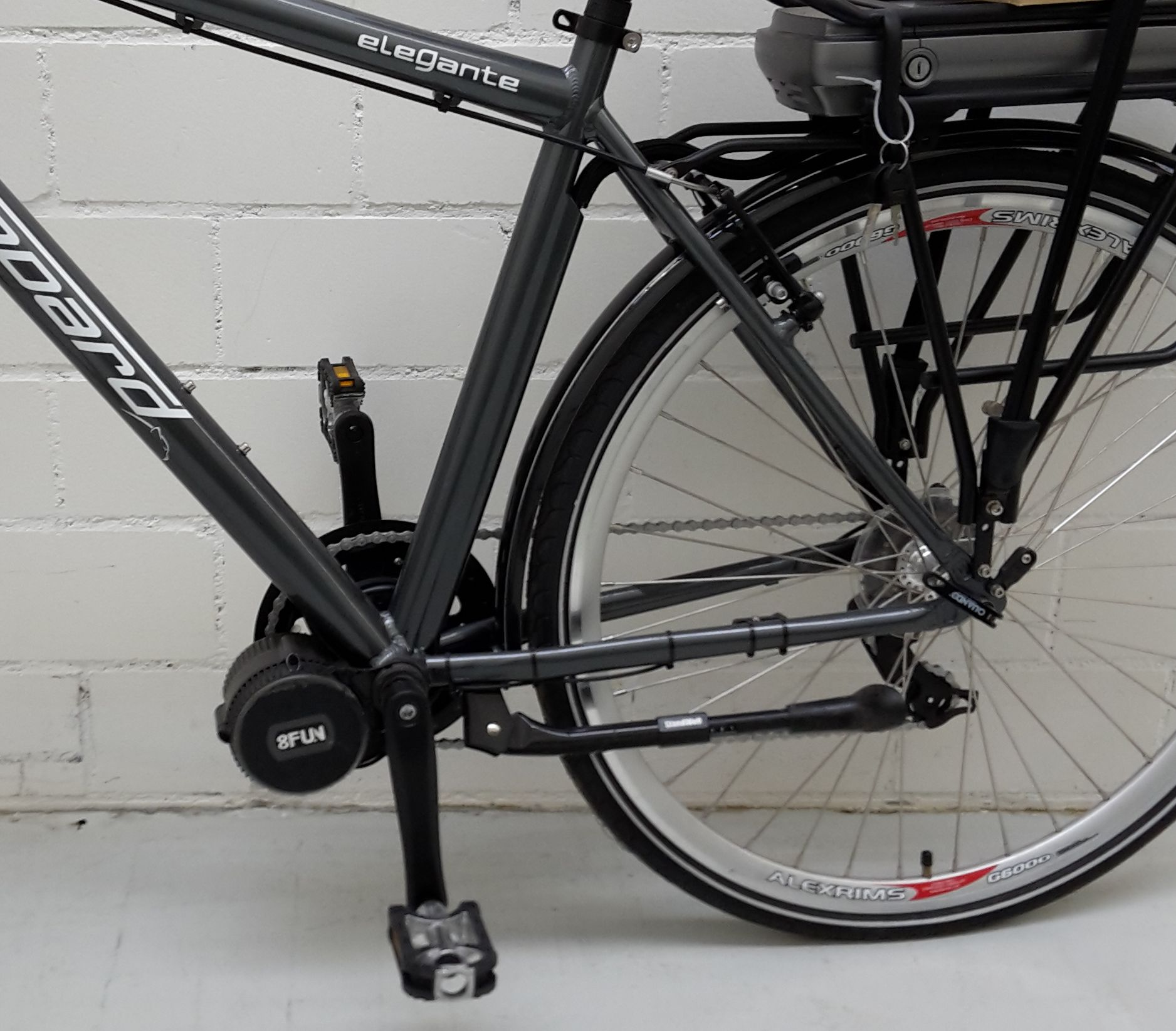
Bafang-Motor, vor dem Tretlagergehäuse platziert

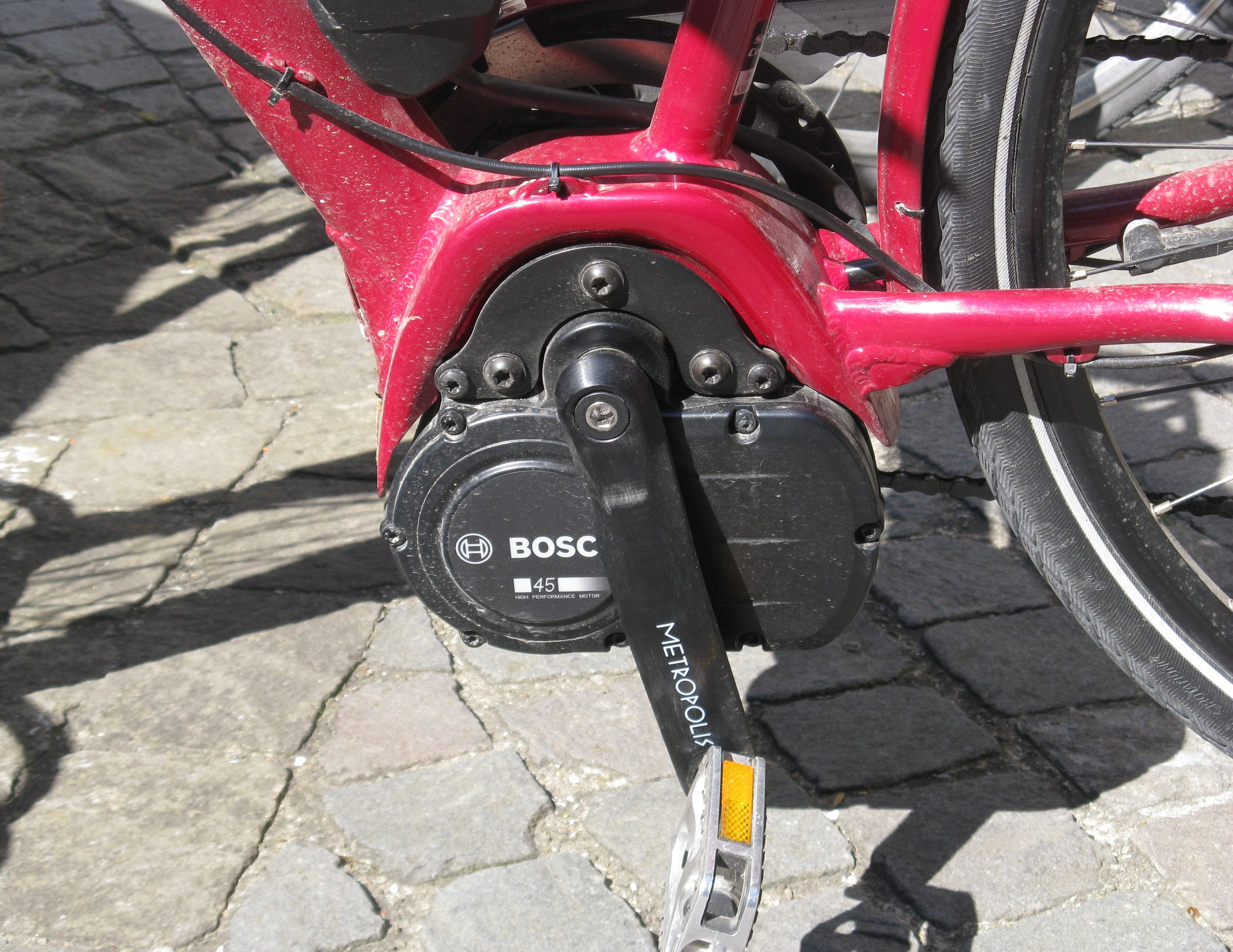
2-stufiges Stirnradgetriebe von Bosch

Mittelmotor-Antriebe über ein Ritzel auf die Kette wurden durch eine von Panasonic hergestellte Antriebseinheit eingeführt. Dazu muss der Rahmen anstelle eines konventionellen Tretlagergehäuses mit einer besonders ausgeformten Aufnahme im Tretlagerbereich gefertigt werden, um eine integrierte Antriebseinheit mit schnelllaufendem Motor, ins Langsame übersetzendem Getriebe und der Tretkurbelwelle anbauen zu können (Abbildung links). Die Tretkurbelwelle selbst ist an der Übertragung der Motorleistung nicht beteiligt. Auf ihr ist lediglich ein von Panasonic entwickelter Sensor zum Messen des Pedalier-Drehmomentes angebracht. Das Motor-Ritzel greift dabei hinter dem Kettenblatt der Tretkurbel am unteren, rücklaufenden Bereich der Fahrradkette (dem sogenannten Leertrum) an.
Die naheliegende, von Bosch vorgenommene Weiterentwicklung war jene, die Motorleistung direkt auf die standardmäßig im Gehäuse enthaltene Tretkurbelwelle mit dem Kettenblatt zu übertragen und dafür auf das gesonderte Ritzel zur Kraftübertragung auf die Kette zu verzichten. Die Sonderkonstruktion des Fahrradrahmens im Bereich des Tretlagers blieb weiter erforderlich (Abbildung rechts). Solche Motoren haben mittlerweile (Anfang 2024) Drehmomente bis 120 Nm.
Ein vor oder unter dem Tretlagergehäuse eines unveränderten Standard-Fahrradrahmens angebrachter Motor wurde schon früher als Teil eines Nachrüstsatzes angeboten. Inzwischen greifen mehrere Hersteller auf diese Lösung zurück. Der Motor wird ans Tretlagergehäuse angebaut. Eine neue Tretkurbelwelle mit Drehmoment-Sensor ist Teil des Anbausatzes. Die Kraftübertragung vom Motor auf die Tretkurbelwelle ermöglicht gleichzeitig eine Übersetzung ins Langsame. Das dafür nötige große Rad eines Stirnzahnrad- oder Riementriebs wird in der Regel unauffällig zwischen dem Kettenblatt und dem Rahmen platziert (zusätzlich verdeckt vom rechten Blech-Steg, der Motor und Tretkurbel-Hülse verbindet).
Seitlich des Tretkurbelgehäuses koaxial auf der Tretkurbelwelle angebrachte und auch direkt auf diese wirkende Motoren nutzen den freien Raum zwischen den Pedalkurbeln und den Rahmenrohren aus, der aber zu schmal für ein integriertes Getriebe ist. Der Motordurchmesser muss daher relativ groß sein (Acron, silent-E).
Seit etwa 2010 verwendet der an der Entwicklung des ursprünglichen Flyers beteiligte Philippe Kohlbrenner im Speedped eine weitere, im Prinzip aber gleiche Antriebsvariante. Dieses Fahrrad hat eine Nabenschaltung. Der Motor ist seitlich rechts am Hinterbau montiert und treibt über einen Zahnriemen parallel zur Pedalkette (alternativ auch ein Zahnriemen) das Hinterrad an. Die beiden Zahnritzel sind nebeneinander auf der Antriebswelle des Nabenschaltgetriebes befestigt.
Da das Antriebsmoment bei Mittelmotoren über die Kettenschaltung untersetzt werden kann, erlaubt dies am Hinterrad in niedrigen Gängen entsprechend hohe Drehmomente. E-Mountainbikes profitieren von dieser Eigenschaft erheblich und ermöglichen auch weniger trainierten Fahrern die Bewältigung enormer Steigungen.

## Antriebsquellen

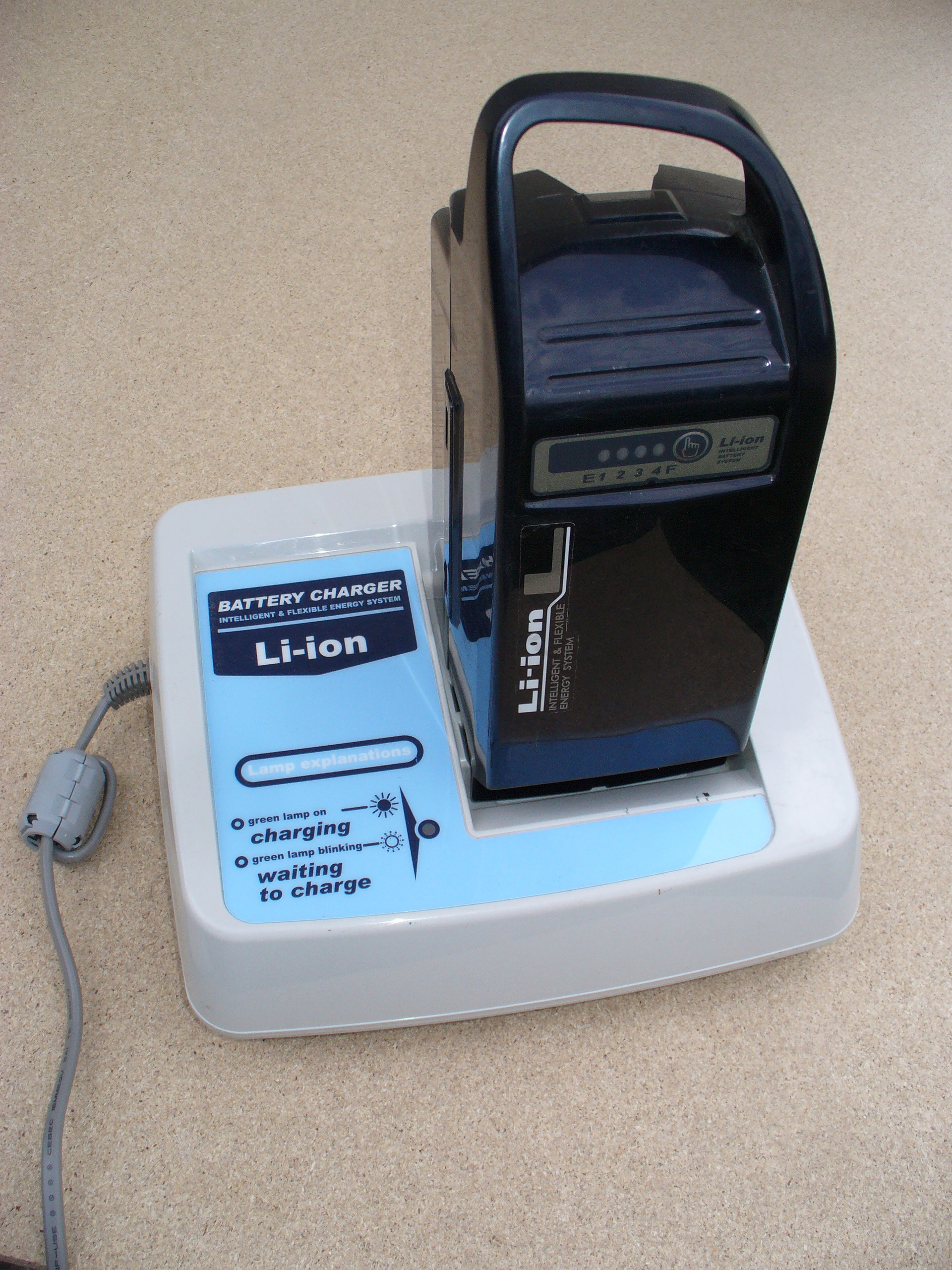
Entnehmbarer Pedelec-Akkupack aus Lithium-Ionen-Akkumulatorzellen im Ladegerät

### Akkumulator
Die Antriebsbatterie, oft ein entnehmbarer Akkupack (umgangssprachlich oft nur: „der Akku“) ist eine Zusammenschaltung mehrerer Akkumulatorzellen. Sie ist der Speicher der Antriebsenergie und damit das der Reichweite Grenzen setzende Bauteil (bezogen auf Fahrten mit Motorunterstützung). Umgangssprachlich wird beim Akku häufig nach dem Installationsort am Fahrrad unterschieden in Gepäckträger-Akku für Akkumulatoren, die unter dem Gepäckträger verbaut sind, Rahmen-Akkus, die am Unterrohr oder Sitzrohr vom Fahrradrahmen installiert werden oder sogenannte Intube-Akkus, die innerhalb des Rahmens verbaut werden (in der Regel im Unterrohr).
Die im Laufe der Jahre verwendeten Akkuzellen-Typen (Bleigel-, Nickel-Cadmium-, Nickel-Metallhydrid- und Lithium-Ionen-Akkus) weisen in dieser Reihenfolge eine steigende Energiedichte auf. Sie steigt von Typ zu Typ auf den etwa doppelten Wert. Auch die von modernen Lithium-Ionen-Akkumulatoren gespeicherte Energiemenge (0,12–0,2 kWh/kg) ist aber in Bezug auf das Gewicht immer noch erheblich kleiner als die Energiedichte von flüssigen Kraftstoffen (etwa 10 kWh/kg). Bleigel-Akkus werden aufgrund ihrer geringen Energiedichte kaum mehr verwendet. Der Vertrieb von NiCd-Akkus für diesen Einsatzzweck wurde 2009 in Deutschland unter Umsetzung der RoHS-Richtlinien aufgrund der Umweltschädlichkeit des enthaltenen Cadmiums bis auf wenige Ausnahmen verboten.
Die Ladezeiten der Akkus betragen je nach Typ und Ladetechnik unter einer bis 16 Stunden, typisch sind etwa 2 bis 9 Stunden.
Aktuell werden die besonders leichten Li-Ion-Akkus von den meisten Herstellern eingesetzt. Sie können einige Hundert Male aufgeladen werden (vollständige Ladezyklen gezählt). Bei Kurzschluss und Überhitzung der Zellen können heftige chemische Reaktionen ausgelöst werden. Diese Gefahren sollen durch modernes Batteriemanagement ausgeschlossen werden; Brände seien vergleichsweise selten. Li-Ionen-Akkus liefern bei geringen Temperaturen deutlich weniger Leistung und vertragen meist keinen Frost.
Hersteller, die ihre Pedelecs mit NiCd-Akkus bestückten, lieferten meist ein Ladegerät mit, welches den NiCd-Akku vor dem eigentlichen Ladevorgang vollständig entlädt, um den Memory-Effekt zu verringern. NiMH-Akkus haben einen wesentlich geringeren Memory-Effekt. Bei Lithium-Ionen-Akkus fehlt dieser ganz.
Alternativ könnten auch Lithium-Eisen-Phosphat-Akkumulatoren wie z. B. im Modell der Saxonette Beast 250 verbaut werden, die deutlich langlebiger sind als die aktuell bevorzugt eingesetzten Lithium-Ionen-Akkumulatoren. Ihr Einsatz könnte die durch Akkuverschleiß verursachten laufenden Kosten senken. Im deutschen Raum sind sie außer bei Sachs Bikes jedoch noch nicht verfügbar.

### Brennstoffzelle
In der Entwicklung befinden sich Antriebe, bei denen der Akkumulator durch eine Brennstoffzelle und einen Wasserstofftank ersetzt bzw. ergänzt wird. Diese Konstruktion würde den Vorteil bieten, dass Ladezeiten und Akkuverschleiß reduziert würden und auf eine längere Tour zusätzliche Tanks mitgenommen werden könnten.

### Superkondensator
Der französische Hersteller Pi-Pop nutzt als Stromquelle ein patentiertes System aus Superkondensatoren. Diese laden sich beim Bremsen und bei Bergabfahrten auf und geben diese Energie zurück, wenn sie gebraucht wird – etwa beim Anfahren oder bei Steigungen.

## Motoren

### Motorbauart
Es werden inzwischen fast ausschließlich permanentmagneterregte, bürstenlose Gleichstrommotoren verwendet. Das hat den Vorteil, auf Kohlebürsten verzichten zu können. Die Magnete zur Erzeugung des Magnetfeldes befinden sich auf dem Rotor. Das Drehfeld wird in den Wicklungen des Stators erzeugt. Die Aufgabe der früher zur elektrischen Erzeugung eines magnetischen Drehfelds nötigen Stromwende-Schleifkontakte erfüllt heute üblicherweise ein elektronischer Kommutator (EC) im sogenannten bürstenlosen oder EC-Motor. Das Verhalten eines solchen Motors ist wie das eines Gleichstrommotors mit im Nebenschluss erzeugtem und konstant gehaltenem Magnetfeld.

### Motorsteuerung
Die Motorsteuerung (der dritte Teil des elektrischen Zusatzantriebs beim Elektrofahrrad neben Motor und Akku) erfüllt drei verschiedene Aufgaben:
1. Betrieb des Motors (elektronischer Kommutator in den bürstenlosen Motoren), Absicherung des Motors und Akkus vor Überlastung und Überhitzung, Abschalten des Antriebs bei entladenem Akku
2. Sicherstellung einer benutzerfreundlichen und einfachen Anwendung im Alltagsbetrieb, Schnittstelle zum Benutzer (Bedienelemente, Display für Ladezustand, Geschwindigkeit, Strecke, Restreichweite, gewählte Unterstützungsstufe), Sicherung gegen unbefugte Benutzung
3. Einhaltung gesetzlicher Beschränkungen. Diese können sein:
  - Antriebshilfe beim Pedelec nur, wenn der Fahrer die Tretkurbeln bewegt
  - verhindern, dass die Motorunterstützung oberhalb einer erlaubten Fahrgeschwindigkeit wirkt
  - verhindern, dass oberhalb einer erlaubten Geschwindigkeit der Elektroantrieb alleiniger Antrieb sein kann (Anfahr- oder Hilfe beim Schieben des Fahrrads).

Zur individuellen Steuerung der jeweiligen Motorleistung gibt es dabei zudem grundsätzlich, also abhängig von der individuellen Ausstattung eines E-Bikes, verschiedene Möglichkeiten:

#### Leistungsstufen bzw. Fahrmodi
Das Verhältnis zwischen Eigenleistung des Fahrers und Zusatzleistung des Motors kann oft vom Fahrer eingestellt werden. Er kann auf diese Weise entscheiden, ob er den Akku sparsam belasten und somit weit fahren will, oder eine größere Unterstützung auf Kosten einer kleineren Reichweite haben möchte. Je nach dem jeweiligen E-Bike gibt es bei dessen Nutzung sehr verbreitet oft die Wahl zwischen verschiedenen Leistungsstufen, die auch als Fahrmodi bezeichnet werden. Dabei ist mittlerweile eine Wahlmöglichkeit von vier vorgegebenen unterschiedlich ausgelegten Fahrmodi, wie zum Beispiel „ECO/Tour/Sport/Turbo“, sehr verbreitet. Mitunter können mit Stand im Jahr 2025 die Fahrmodi auch vom Nutzer selbst eingestellt bzw. festgelegt werden. Das Einstellen kann auch stufenlos mithilfe eines „Gasgriffs“ erfolgen.

#### Geschwindigkeitssteuerung
Ähnlich der Funktionsweise eines vom Kfz her bekannten einfachen Tempomaten hat der Fahrer die Wahl, eine Fahrgeschwindigkeit aus mehreren vorgegebenen Stufen (Sollwerten) einzustellen. Die Motorautomatik stellt den gewählten Wert durch Vergleich mit der mittels Drehsensor festgestellten Laufrad-Drehzahl her. Der Fahrer muss einen tieferen Sollwert einstellen, wenn die Grenzleistung des Motors bei „schwerer Fahrt“ (bergauf) nur noch bei kleinerer Drehzahl erbracht wird (er wählt unter solchen Umständen auch einen langsameren Getriebegang, um seine gewohnte Trittfrequenz beizubehalten). Die Motorautomatik stellt nicht sicher, dass die erforderliche Fußkraft (prinzipiell gemildert durch die Motorhilfe) gleich bleibt. Die passende, aus Erfahrung zu findende Geschwindigkeitsstufe ist einzustellen, was umso besser gelingt, je mehr Stufen vorhanden sind. Diese Art der Steuerung ist wenig benutzerfreundlich und hat sich folglich nicht durchsetzen können.

#### Drehmoment- bzw. Kraftsteuerung
Damit auch beim Pedelec-Fahren „möglichst immer gleiche Fußkraft“ besteht, muss der Motor immer ein gleiches Drehmoment (Fußkraft mal Länge der Pedalarme) beisteuern. Voraussetzung ist das im Vergleich zur Drehzahlmessung technisch relativ aufwändige Messen der Fußkraft bzw. des Drehmoments an der Tretkurbelwelle. Ein technisch und wirtschaftlich günstiger Drehmomentsensor wurde erstmals von Panasonic als integriertes Bauteil eines Mittelmotors auf den Markt gebracht. Damit wird das Drehmoment eines Mittelmotors so gesteuert, dass es in jedem Moment proportional zur Fußkraft ist. Durch diese doppelte Proportionalität – die andere ist die beim Mittelmotor-Konzept von vornherein vorhandene zwischen Motordrehzahl und Pedalierfrequenz – ist mehr erreicht als die Trittfrequenz und die Fußkraft des Fahrers möglichst konstant zu halten. Sie ist ein zusätzlicher Gewinn für die Benutzerfreundlichkeit.

#### Steuerung mithilfe von zwei Drehzahlsensoren
Bei der großen Zahl der mit Nabenmotoren ausgestatteten Pedelecs ist das Drehzahlverhältnis zwischen Pedalieren und Motor wegen der sich dazwischen befindenden Gangschaltung nicht konstant.
Somit lässt sich auch kein konstantes Drehmomentverhältnis zwischen Motorbeitrag und Pedalieren einstellen. Das Drehzahlverhältnis zwischen Laufrad und damit zwischen Nabenmotor und Tretkurbel ist aber nur vom eingestellten Getriebegang abhängig. Es ergibt sich aus den mit zwei Drehimpuls-Sensoren gemessenen Drehzahlwerten des Motors und des Pedalierens. Davon abhängig kann das Motordrehmoment so gesteuert werden, dass es auf die Tretkurbel-Drehzahl umgerechnet für jeden Getriebegang den gleichen konstanten Wert hat. Auf diese Weise ist mithilfe von einfachen Drehzahlsensoren unter Verzicht auf einen aufwändigen Drehmomentsensor erreicht, dass Trittfrequenz und Fußkraft des Fahrers möglichst immer gleich sind. Der zusätzliche, bei der Drehmomentsteuerung erreichte Vorteil infolge der in jedem Zeitpunkt bestehenden Proportionalitäten zwischen den Größen Motordrehmoment/Fußkraft bzw. Motordrehzahl/Pedalierfrequenz besteht aber nicht.

#### Sensoren

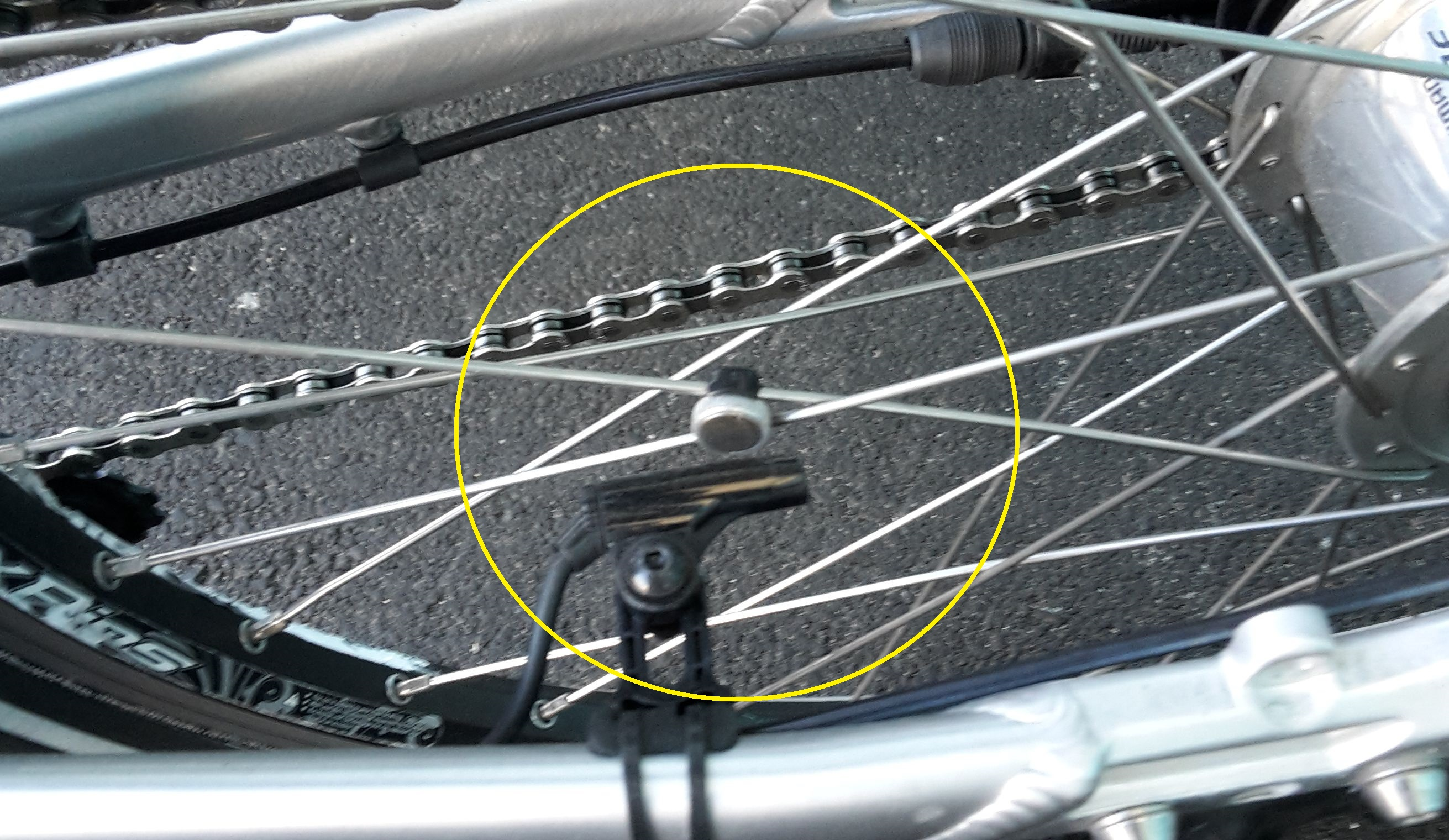
Drehimpuls-Sensor am Laufrad (Hinterrad)

Die Sensortechnik ist ähnlich wichtig wie Motor oder Akku: Sie regelt insbesondere die Übertragung der Motorkraft auf den Antrieb. In modernen Elektofahrrädern sind mittlerweile mehrere verschiedene Sensoren verbaut, welche laufend Rückmeldung geben, was der Fahrer des E-Bikes gerade so macht. Darüber hinaus überwachen noch verschiedene Sensoren, was sich im Motor selbst oder im Inneren des Akkus abspielt.
Die gebräuchlichsten Sensoren und ihr Anwendungsbereich:
- Tritt der Radler überhaupt in die Pedale? – Falls nein, bekommt der Fahrer keine Motorunterstützung:
  - Drehzahl-, Drehimpuls-, Bewegungs- bzw. Trittfrequenzsensor: Aus der Zahl der Impulse pro Zeitspanne ergibt sich die Drehzahl. Gemessen wird an der Tretkurbelwelle, am Laufrad (über den Laufraddurchmesser ergibt sich die Fahrgeschwindigkeit) oder im Motor. Das üblicherweise verwendete Messprinzip ist der Halleffekt.
  - bei hochwertigeren E-Bikes der Drehmomentsensor: Gemessen wird an der Kette (selten: Kraftmessung an den Umlenklagern) oder an der Tretlagerwelle (Messprinzip: inverse Magnetostriktion[27])
- Wie stark tritt der Radler in die Pedale? – Starker Tritt (hohe Kraft bzw. genauer gesagt Drehmoment) ergibt hohe Unterstützungsleistung durch den Motor, schwacher Tritt hat weniger Motorunterstützung zur Folge:
  - Drehmomentsensor oder
  - Kraftsensor: Hier wird über die Tretlagerachse oder die Hinterradachse die vom Fahrer in den Antrieb gebrachte Kraft festgestellt. Über sogenannte Dehnmessstreifen misst ein Sensor in der Antriebsachse Verbiegungen und Verwindungen im Tausendstel-Millimeter-Bereich und gibt die Daten an den Motor weiter.
- Temperatursensor: Wie warm oder kalt ist dem Akku, muss der Motor eventuell seine Leistung zurücknehmen, um den Akku vor Überlastung zu schonen?
- Geschwindigkeitssenor: Ist die Geschwindigkeit im Bereich der gesetzlich erlaubten 25 km/h (Pedelec) oder 45 km/h (S-Pedelec)? – Wenn nein, hört die Unterstützung auf.

#### Einhalten der gesetzlichen Beschränkungen

##### Antriebshilfe
Die Antriebshilfe unterstützt nur,
1. wenn der Fahrer die Tretkurbeln bewegt: Die Pedalierdrehzahl wird mit einem Drehsensor erfasst, der entweder an die Tretkurbelwelle anzubauen ist (Nachrüsten mit Bausatz) oder in kompakten Mittelmotoren integriert ist (Messung an der Tretkurbelwelle). Der Motor wird eingeschaltet, wenn eine minimale Drehzahl erreicht ist.
2. wenn noch unterhalb der erlaubten Unterstützungs-Fahrgeschwindigkeiten gefahren wird: Die Fahrgeschwindigkeit wird mit einem Drehsensor erfasst, der sich am Laufrad, im Nabenmotor oder im mit konstanter Übersetzung auf das Laufrad wirkenden Motor befindet. Der Motor wird beim Erreichen der erlaubten Anfahr-/Schiebe-Geschwindigkeit, wenn nicht pedaliert wird oder beim Erreichen der unterstützten maximalen Fahrgeschwindigkeit (Pedelec: 25 km/h; schnelles Pedelec: 45 km/h) ausgeschaltet.

##### Anfahr- bzw. Schiebehilfe
Die Anfahrhilfe erlaubt bei Pedelecs eine Motorunterstützung auf Knopfdruck oder Drehen des Gasgriffs auch ohne Pedalieren. Sie dient dem leichteren Anfahren aus dem Stand und als Schiebehilfe dem eigenständigen „Fahren“ des Fahrrades. Diese Art der Motorunterstützung ist in der Regel auf die gesetzlich erlaubte Maximalgeschwindigkeit von 6 km/h begrenzt. Die Schiebehilfe bietet den Vorteil, dass man das Fahrrad neben sich mit Motorunterstützung rollen lassen kann, ohne dass man pedalieren oder selbst schieben muss (z. B. wenn man eine schwere Last befördert oder damit man das Rad an einer Steigung eigenständig hochlaufen lassen kann). In jedem Fall erlaubt es ein schnelleres (und körperlich kontrollierteres) Anfahren aus dem Stand an auf „Grün“ umschaltenden Ampeln.

## Hersteller

### Hersteller weltweit
Eine weiter wachsende Anzahl von Herstellern bietet weltweit Antriebssysteme für Elektrofahrräder an. Dazu gehören:
- Alber GmbH: Nabenmotoren[30] (Antrieb „neodrives“)
- Bafang (China): Mittelmotoren und Hinterradnabenmotoren[31] (u. a. Groove-Antriebe, Marke AEG)[32][33]
- (BionX:  Nachrüst-Nabenmotoren. Allerdings besteht der Hersteller seit 2018 nicht mehr.[34])
- Bosch E-Bike Systems: Mittelmotoren (mit den Baureihen „Performance Line“ (diese wiederum unterteilt in die Systeme CX, CX-R, CX-Race, Speed), „Active Line“ (mit den Systemen Active Line und Active Line Plus) sowie speziell für Lastenfahrräder die Baureihe „Cargo Line“)[35][36][37]
- Brose E-Bike Systems: Mittelmotoren (neben den Brose-Antrieben ab Mitte 2025 zusätzlich die neue Baureihe „Qore“[38]) Bis März 2025 gehörte Brose E-Bike Systems zum Unternehmen Brose-Fahrzeugteile.[39] Seit Ende März 2025[40] gehört Brose E-Bike Systems zum direkten Mitbewerber Yamaha, wobei das Geschäft nach der Übernahme durch Yamaha bei Brose vollständig weiterbetrieben wird.[38]
- (Continental: Mittelmotoren[36]  Allerdings stellte Continental seine E-Bike-Sparte im ersten Quartal 2020[41] ein.)
- DJI: Mittelmotoren (Avinox[42])
- FAZUA (Teil der Porsche eBike Performance GmbH): Mittelmotoren[43]
- Full Speed Ahead (FSA): Nabenmotor (HM 1.0)[44]
- Giant:  Mittelmotoren[45] (SyncDrive)
- Mahle SmartBike Systems: Nabenmotoren[46]
- Panasonic: Mittelmotoren[47]
- Pinion: Mittelmotor mit integriertem Getriebe (MGU)[48][49]
- Shimano: Mittelmotoren[36][50]
- SRAM: Mittelmotor[51]
- SR Suntour: Frontnaben- und Hinterradnabenmotor[12]
- TQ-Systems: Mittelmotoren[52]
- Yamaha: Mittelmotoren[36][53]
- ZF Friedrichshafen: Mittelmotoren[54][55]
- ZMJ/SEG: Mittelmotor[56]
- Sonstige: Hierzu gehören insbesondere zahlreiche Elektrofahrradhersteller, die für ihre Fahrräder jeweils unternehmenseigene Elektomotoren einsetzen und somit auch als „Komplettbikehersteller“ bezeichnet werden.

Deutsche Fahrradhersteller verwenden in der Regel für ihre Elektromotoren die Produkte/Systeme oben genannter Systemzulieferer, was zumeist die Vorteile einer jeweils größeren Auswahl an Servicestätten, Fachwerkstätten u. Ä. beinhaltet. Zu den Komplettbikeherstellern gehören zumeist außerhalb von Deutschland beheimatete Unternehmen wie beispielsweise Brompton, Raleigh, Vanmoof, Specialized, Stromer etc.

### Vernetzung bei Elektroantrieben der einzelnen Hersteller
Im Rahmen der allgemein zunehmenden Alltags-Digitalisierung haben mittlerweile auch die Hersteller von Elektroantriebsystemen vernetzende und smarte Funktionen in ihre Produkte integriert.

### Jährliche Neuheiten und Marktanteile
Jährliche Neuheiten und Trends bei Fahrradelektomotoren und deren Systeme werden u. a. auf der seit dem Jahr 2022 in Frankfurt in jährlichem Rhythmus stattfindenden kombinierten Handels- und Endkundenmesse Eurobike von den Herstellern präsentiert.
Die Marktanteile der Hersteller werden für den Zeitpunkt Anfang des Jahres 2025 wie folgt beziffert:
- Im deutschen Markt: Bosch E-Bike Systems mit einem geschätzten Marktanteil von 70 Prozent, des Weiteren Shimano mit 12 Prozent, Brose mit 6 Prozent und Yamaha mit 4 Prozent als Motoren-Lieferanten für Elektrofahrräder
- Europaweit: Bosch E-Bike Systems 50 Prozent, Shimano 20 Prozent, Bafang mit geschätzten 15 Prozent, Brose mit 7 Prozent und Yamaha mit 3 Prozent
- Weltweit: Beim Blick auf die weltweiten Marktanteile dürfte der Schätzungsfehler am größten ausfallen – auch hier wird Bosch E-Bike Systems mit einem Marktanteil von 25 Prozent vorne gesehen, aber mit 20 Prozent spielt auch Shimano weit vorne mit. Auf den weiteren Plätzen folgen Bafang mit 15 Prozent, Yamaha mit 10 Prozent und Brose mit 7 Prozent. Zudem entfallen 23 Prozent auf andere Anbieter.